# Cerco de Hull (1642)
O primeiro Cerco de Hull marcou uma enorme escalada nas hostilidades entre o Rei Carlos I e o Parlamento durante os preparativos para a Primeira Guerra Civil Inglesa.

## Antecedentes
Em 1642, as divergências entre o Parlamento inglês e seu monarca sobre questões religiosas, fiscais e legislativas estavam em curso há mais de meio século. No início de janeiro daquele ano, o rei Charles tentou, sem sucesso, prender cinco deputados do Parlamento (deputados) que se opunham a ele. Tendo falhado, e percebendo que o Parlamento tinha mais apoio em Londres do que ele, Charles fugiu da capital, e ambos os lados começaram a se preparar para a guerra.

### Hull
No século XVII, Kingston upon Hull, ou Hull, foi a segunda maior cidade de Yorkshire; com uma população de 7.000 habitantes, apenas a capital do norte de York era maior. O acesso ao Mar do Norte significava que era o principal ponto de exportação de produtos manufaturados produzidos no norte da Inglaterra; enquanto sua posição na confluência dos rios Hull e Humber também o tornou o centro de uma rota comercial interior.
Em sua história militar em Yorkshire, David Cooke a chamou de "uma cidade muito importante", enquanto a História do Condado de Victoria a descreveu como "estrategicamente importante". Sua revista de armas em Lowgate foi a segunda maior da Inglaterra depois da Torre de Londres; em 1642, continha 120 peças de artilharia, 7.000 barris de pólvora e armas para 16.000 a 20.000 homens.
A posição da cidade tornou-a naturalmente muito defensável.

## Prelúdio
Devido ao grande arsenal em Hull, ambos os lados estavam ansiosos para ganhar o controle da cidade. Em 11 de janeiro, Carlos nomeou o Conde de Newcastle como governador de Hull e ordenou que ele tomasse a cidade para a causa monarquista.. Na mesma época, Hotham recebeu a mesma posição e ordens do Parlamento. Newcastle chegou a Hull em 15 de janeiro com cartas do rei oferecendo perdões aos habitantes da cidade e ordenando-lhes que lhe permitissem acesso à revista. Desconfiado da recepção que poderia receber, ele inicialmente tentou entrar sob o pseudônimo de "Sir John Savage", mas foi reconhecido e forçado a revelar sua verdadeira identidade.